# キックボクサー リジェネレーション
『キックボクサー リジェネレーション』（原題：Kickboxer: Vengeance）は、2016年制作のアメリカ合衆国のアクション映画。
キックボクシングを題材とした1989年のジャン＝クロード・ヴァン・ダム主演の映画『キックボクサー』のリブートで、ヴァン・ダムも主人公の師匠役で出演している。

## あらすじ
キックボクシングの全米チャンピオンとなったエリックは、プロモーターのマルシアからの勝利すれば高額賞金を得られるという誘いに乗り、タイの闇格闘界のムエタイチャンピオンであるトン・ポーと対戦することになった。しかし、エリックはトン・ポーの圧倒的なパワーの前になす術なく敗北、そのまま死んでしまう。
目の前で兄の死を目撃したエリックの弟カートは、復讐すべく銃を手にしてトン・ポーの道場に潜入するが、失敗に終わる。カートはリング上で復讐を果たすことを決意、エリックを指導した伝説の武道家デュランドの門を叩く。だが、デュランドの特訓は想像を絶する過酷なものだった。それでもカートはその特訓を耐え抜き、ついに兄の仇トン・ポーとの決戦に臨む。

## キャスト
- マスター・デュランド：ジャン＝クロード・ヴァン・ダム（吹替：大塚芳忠[5]）
- トン・ポー：デヴィッド・バウティスタ（吹替：綿貫竜之介[6]）
- カート・スローン：アラン・ムーシ（吹替：寸石和弘[7]）
- マルシア：ジーナ・カラーノ（吹替：西村野歩子）
- エリック・スローン：ダレン・シャラーヴィ[8]
- リウ：サラ・マラクル・レイン（吹替：大谷理美[9]）
- ジョルジュ・サンピエール
- ケイン・ヴェラスケス
- ファブリシオ・ヴェウドゥム
- ストーム：T・J・ストーム（吹替：保坂俊行[5]）
- サム・メディーナ
- 囚人：ミシェル・クイシ（カメオ出演、クレジットなし）[10]